# Hieronymiella
Hieronymiella là chi thực vật có hoa trong họ Amaryllidaceae.